# Cécilia Attias
Cécilia Attias (nhũ danh Cécilia María Sara Isabel Ciganer-Albéniz), sinh ngày 12 tháng 11 năm 1957 tại Boulogne-Billancourt, Hauts-de-Seine, Pháp) là vợ cũ của Tổng thống Pháp Nicolas Sarkozy. Vợ chồng Sarkozy bắt đầu xúc tiến thủ tục ly hôn từ ngày 10 tháng 10 năm 2007. Sáu ngày sau, Điện Élysée công bố hai người đã ly thân, sau đó sửa lại là họ đã chính thức ly hôn.
Cựu đệ nhất phu nhân của Pháp đã kết hôn với Richard Attias, một nhà tổ chức sự kiện, vào ngày 23 tháng 3 năm 2008, tại Trung tâm Rockefeller của New York.

## Thiếu thời
Cha của Cécilia mang hai dòng máu: gypsy ở România và Do Thái ở Nga. Ông tên André Ciganer (tên khai sinh Aron Chouganov) và là một di dân Nga gốc Do Thái sinh tại Bucharest năm 1898. Năm 13 tuổi, André rời bỏ quê hương ngay trước lúc Thế chiến thứ nhất bùng nổ. Ông đến sinh sống tại Paris và thành công với nghề buôn bán da lông thú. Ông là người bạn thân thiết với nhà văn Pháp Joseph Kessel. Mẹ của Cécilia, Teresita Albéniz de Swert, cũng mang hai dòng máu (Bỉ và Tây Ban Nha), và là con gái của Alfonso Albéniz Jordana, một nhà ngoại giao Tây Ban Nha.
Cécilia có ba anh trai. Patrick Ciganer làm việc cho NASA, Christian Ciganer-Albéniz là một nhà tư vấn,
và Ivan Antoine Ciganer-Albéniz là giám đốc bán hàng của công ty movistar của Peru, cố vấn thương mại và chủ tịch Phòng Thương mại Pháp-Peru. Theo Catherine Nay, tác giả quyển tiểu sử về Nicolas Sarkozy với tên Un pouvoir nommé désir (Grasset 2007), thì Patrick mang họ Ciganer trong khi Christian và Ivan Antoine mang họ Ciganer-Albéniz; còn cô em gái bắt đầu chấp nhận họ Ciganer-Albéniz từ năm 1979.
Từ khi còn bé, những vấn đề tim mạch Cécilia mắc phải đã kìm hãm sự phát triển cơ thể của cô. Đến năm 13 tuổi, cô phải trải qua một cuộc giải phẫu tim, từ đó cô mau chóng phát triển chiều cao lên đến 178 cm (5 ft.10).
Cécilia học chơi piano (đoạt giải nhất tại Nhạc viện Paris), nhận bằng tú tài sau 13 năm theo học tại một trường tôn giáo Pháp Sœurs de Lübeck. Cô học luật tại Assas. Trong thời sinh viên, Cécilia nhận làm một số công việc trong ngành truyền thông, và làm người mẫu cho Schiaparelli vào buổi tối. Cô bỏ học và làm phụ tá cho thượng nghị sĩ René Touzet (dân chủ cánh tả), một người bạn của anh cô.

## Hôn nhân
Ngày 10 tháng 8 năm 1984, Cécilia kết hôn với Jacques Martin, người dẫn chương trình nổi tiếng trên truyền hình Pháp. Cô dâu 26 tuổi và đang mang thai 9 tháng, chú rể 52. Hôn lễ cử hành tại Neuilly-sur-Seine; thị trưởng thành phố lúc ấy, Nicolas Sarkozy, là người chủ hôn. Gia đình Martin có hai cô con gái, Judith (sinh ngày 22 tháng 8 năm 1984) và Jeanne-Marie (8 tháng 6 năm 1987).
Nicolas Sarkozy, yêu cô dâu ngay khi đang cử hành hôn lễ, dành trọn bốn năm sau đó để chinh phục cô. Năm 1988, Cécilia bỏ Martin để về sống với Sarkozy, khi ấy Jeanne-Marie mới sáu tháng tuổi. Đến năm 1989, cô hoàn thành thủ tục ly dị với người chồng cũ. Sarkozy ly dị vợ năm 1996 để kết hôn với Cécilia vào ngày 23 tháng 10 cũng trong năm ấy. Người chứng cho hôn lễ của họ là Bernard Arnault và Martin Bouygues. Sáu tháng sau, ngày 28 tháng 4 năm 1997, Louis, người con duy nhất của Nicolas và Cécilia, chào đời.
Năm 2005, Cécilia Sarkozy bắt đầu có mối quan hệ công khai với giám đốc điều hành công ty truyền thông và quảng cáo Publicis, Richard Attias. Tuy nhiên, đến đầu năm 2006 bà quay trở lại với chồng, khi ấy ông cũng đang có quan hệ với Anne Fulda, một nhà báo làm việc cho tờ Le Figaro.

## Trong chính trường
Mặc dù không đảm nhận vai trò chính thức nào, Cécilia Sarkozy cho thiết lập một văn phòng kế cận văn phòng của chồng khi ông trở thành bộ trưởng. Năm 2004, bà được bổ nhiệm làm cố vấn kỹ thuật cho chồng khi ông đảm nhiệm chức Bộ trưởng Kinh tế.
Dù không có vị trí chính thức trong đảng UMP (Union pour un Mouvement Populaire), Cécilia có một văn phòng tại trụ sở chiến dịch tranh cử của chồng năm 2007.
Cécilia Sarkozy không cùng đi với chồng đến bầu phiếu
dù hai cô con gái của bà tháp tùng Nicolas đến phòng phiếu, bà cũng không ở bên chồng trong thời gian kiểm phiếu, nhưng dành hai tuần lễ trước ngày bầu cử để nghỉ dưỡng tại Florida. 
Theo lời đồn đại, chỉ vì yêu cầu của hai cô con gái mà Cécilia Sarkozy vào phút chót đã bay từ Luân Đôn về dự lễ nhậm chức tổng thống của Nicolas Sarkozy, với một trang phục bình thường mà một người bạn đã gọi đùa là "trang phục đào tẩu".

## Phu nhân Tổng thống
Cécilia Sarkozy chỉ có một lần xuất hiện ngắn ngủi tại hội nghị thượng đỉnh G8 trong tháng 6 năm 2007, rồi biến mất, lấy cớ là có cuộc hẹn quan trọng tại Paris, để Tổng thống Sarkozy một mình dự quốc yến mà không có phu nhân bên cạnh. Tháng 8 năm 2007, khi cùng chồng viếng thăm Wolfeboro, New Hampshire, Cécilia đã rút lui vào phút chót khỏi bữa ăn trưa với George W. Bush và Laura Bush, với lý do bà và các con bị viêm họng, dù sau đó bà đi mua sắm tại một trung tâm thương mại ở New Hampshire.
Trong tháng 7 năm 2007, Cécilia Sarkozy đến Libya hai lần để gặp Muammar al-Gaddafi nhằm giúp bảo đảm việc trả tự do cho năm điều dưỡng người Bulgaria và một bác sĩ người Palestine. Những người này đã mất 5 năm trong tù chờ đợi án tử hình vì những cáo buộc đã làm lây nhiễm virus HIV cho các trẻ sơ sinh ở Libya. Trong tháng 10 năm 2007, cánh tả ở Pháp đòi Cécilia Sarkozy ra điều trần trước một ủy ban của quốc hội về những điều kiện trả tự do cho sáu tù nhân ấy. Arnaud Montebourg (PS) chỉ trích phu nhân tổng thống, cáo buộc bà đã vận động ngầm với Bộ trưởng Ngoại giao Bernard Kouchner, trong khi tổng thống lên tiếng ca ngợi vợ mình.

## Ly hôn
Tháng 10 năm 2007, một vài phương tiện truyền thông tiết lộ những tin đồn cho rằng vợ chồng Sarkozy đã ly thân và sắp sửa đi đến quyết định ly hôn. Một bản tin trên tạp chí Time (16 tháng 10 năm 2007) ghi nhận việc Cécilia Sarkozy thường đến ngụ tại một khách sạn ở Genève, Thụy Sĩ; đây cũng là nơi Richard Attias đang sinh sống.
Ngày 18 tháng 10 năm 2007, AP và CNN.com tiết lộ sắp có tuyên bố chính thức về cuộc ly hôn. Trong ngày, tờ New York Times đưa tin Điện Élysée ra thông báo vợ chồng Sarkozy "công bố ly thân bởi sự đồng thuận từ hai phía"; nhưng sau đó lại sửa thông báo trên bằng công bố hai người đã chính thức ly hôn.
Ngày 19 tháng 10 năm 2007, trong một cuộc phỏng vấn đăng trên trang đầu của tờ L'Est Républicain, Cécilia Sarkozy thừa nhận rằng trong năm 2005 bà đã rời bỏ Sarkozy để đến chung sống với người tình Richard Attias ("Tôi đã gặp, đã yêu, và đã đến với người ấy"); bà cũng cho biết dù đã trở lại với Sarkozy, cuộc hôn nhân của hai người cũng không thể hàn gắn được. "Điều xảy đến cho tôi cũng đã xảy ra cho hằng triệu người khác: rồi đến một ngày bạn nhận thấy không còn có chỗ cho mình trong cuộc sống hôn nhân. Hôn nhân không còn là điều quan trọng cho cuộc đời bạn. Không còn là điều tốt đẹp, không còn là tháng ngày hạnh phúc."